# Artrite settica
L'artrite settica è una alterazione infiammatoria di un'articolazione, conseguente alla localizzazione articolare di un determinato batterio. Colpisce soprattutto le grandi articolazioni come anca, ginocchio e spalla. Generalmente è monoarticolare (quella gonococcica può essere poliarticolare).
Non è raro che la persona affetta da tale artrite sia un bambino con età inferiore ai tre anni: qui il luogo interessato risulta essere soprattutto l'Anca, mentre nell'adulto prevale la localizzazione sul Ginocchio. I soggetti interessati a tale infezione hanno un aumentato rischio di comorbilità (ovvero si possono manifestare altre infezioni con possibili gravi conseguenze per l'organismo).

## Sintomatologia
Fra i vari sintomi e segni clinici tumefazione articolare, febbre, dolore intenso, mancanza di controllo dell'articolazione interessata sia in forma attiva sia passiva.
L'artrite settica normalmente riguarda un unico arto, a differenza di quella multiarti gonococcica.

### Fattori di rischio
L'artrite è favorita da preesistenti patologie articolari. Esse possono suddividersi in:
- Spontanee, come la gotta o l'Artrite reumatoide e immunodepressione.  Alla Neisseria gonorrhoeae, quando è in corso un'infezione gonococcica disseminata, altri agenti patogeni che possono portare ad un'artrite settica che non sia quella gonococcica sono Staphylococcus aureus, Candida albicans,[3] Haemophilus influenzae, Escherichia coli e Streptococchi.
- Iatrogeniche a seguito di vari interventi chirurgici,  che riguardano la zona articolare interessata e uso di droghe per endovene.
- Traumatiche, diffuse in casi di immunodepressione.

## Diagnosi
La diagnosi si basa sull'aspetto dell'articolazione colpita (è spesso una monoartrite) che è arrossata, gonfia e dolente; sulla presenza di sintomi sistemici come febbre e aumento degli indici di flogosi (VES e proteina C reattiva) e sull'analisi del liquido sinoviale prelevato tramite artrocentesi che si mostrerà purulento. È importante fare così diagnosi differenziale con la gotta, la condrocalcinosi, la malattia di Lyme, le forme virali e la Sindrome di Reiter.

## Terapie
La patologia è seria in quanto oltre ai problemi articolari di anchilosi e fibrosi può avvenire una diffusione sistemica dell'infezione (sepsi) che può anche essere mortale. Se è concomitante l'artrite reumatoide anche l'esito di quest'ultima patologia viene aggravato.